# Ontario Soccer Centre
L'Ontario Soccer Centre est une installation sportive polivalente, située à Vaughan, Ontario, Canada.
En même temps qu'il est le stade-domicile du Toronto FC II, l'équipe réserve du Toronto FC, l'Ontario Soccer Centre est aussi un lieu important de la League1 Ontario et du soccer des jeunes du Grand Toronto.